# Bronisław Dembowski

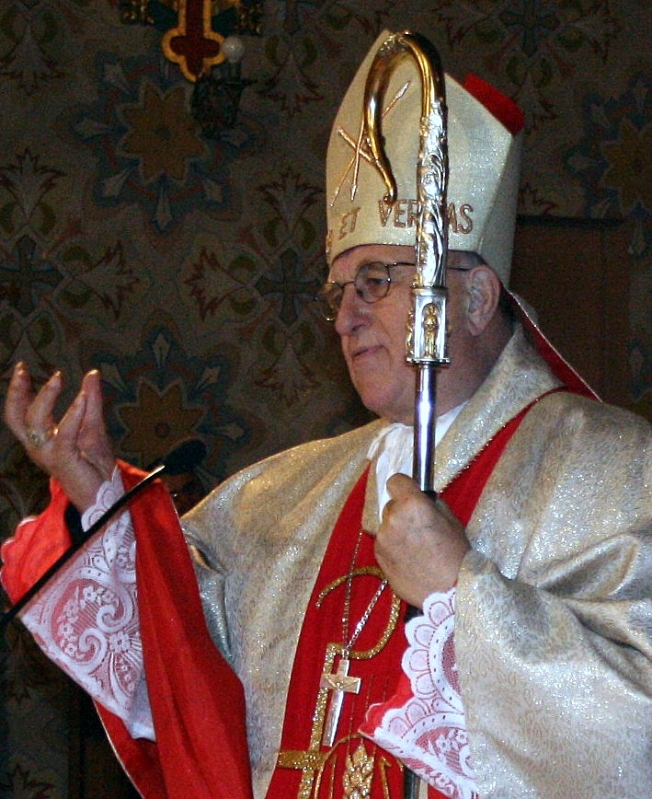
Biskup Bronisław Dembowski w kościele Podwyższenia Krzyża Świętego w Kole (2008)

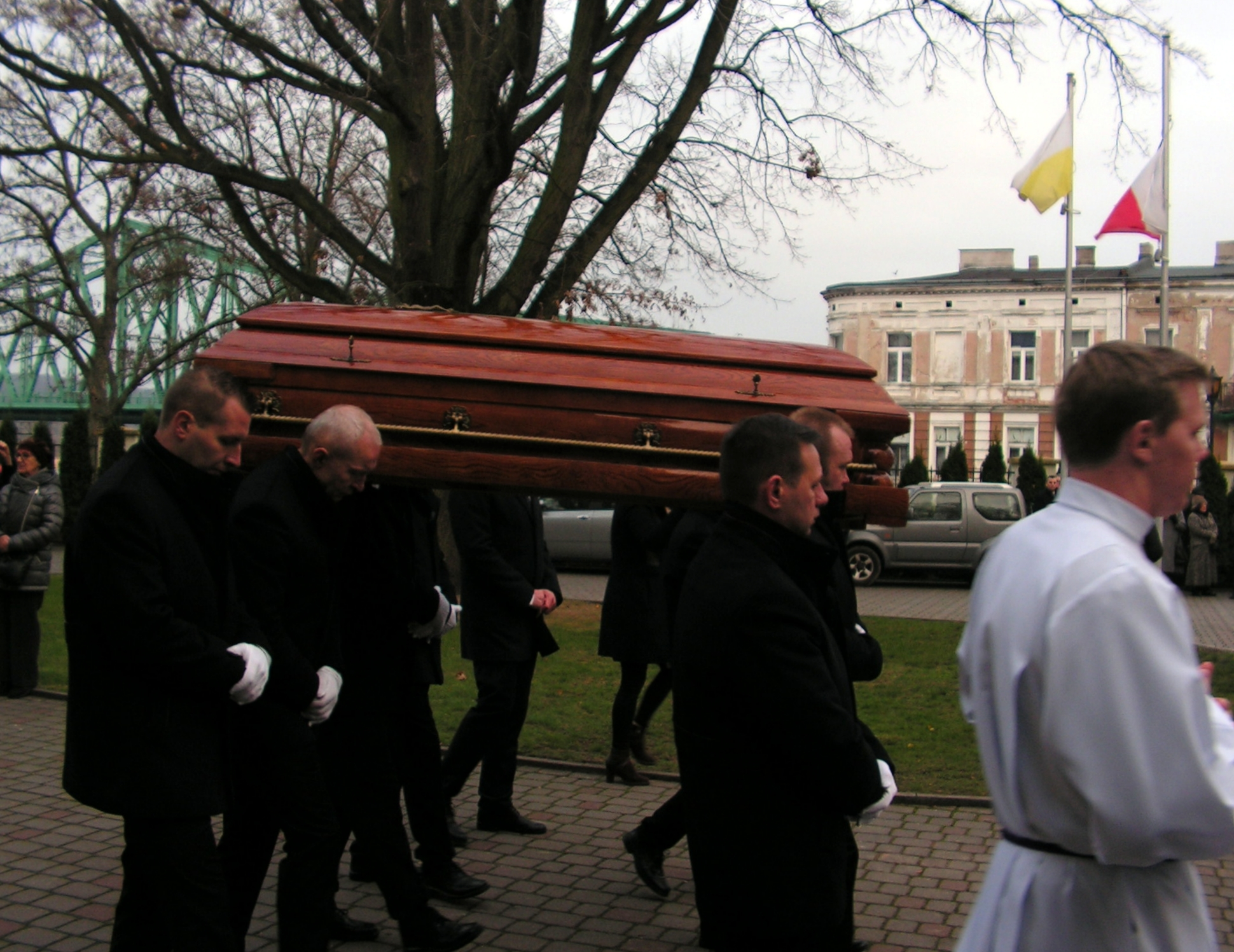
Eksportacja trumny z ciałem biskupa Bronisława Dembowskiego z Pałacu Biskupiego we Włocławku (2019)

Bronisław Jan Maria Dembowski (ur. 2 października 1927 w Komorowie, zm. 16 listopada 2019 we Włocławku) – polski duchowny rzymskokatolicki, profesor nauk filozoficznych, biskup diecezjalny włocławski w latach 1992–2003, od 2003 biskup senior diecezji włocławskiej.

## Życiorys

### Młodość i wykształcenie
Urodził się 2 października 1927 w Komorowie. W czasie II wojny światowej pobierał nauki w ramach tajnych kompletów, najpierw w filii radomskiego gimnazjum im. Jana Kochanowskiego w Białobrzegach, następnie w Warszawie, gdzie w 1944 uzyskał małą maturę. W 1943 złożył przysięgę wojskową w 72 Pułku Piechoty Armii Krajowej Ziemi Radomskiej. Brał udział w powstaniu warszawskim. W latach 1945–1946 uczył się w liceum ogólnokształcącym w Mościcach koło Tarnowa, gdzie zdał maturę.
W latach 1946–1950 studiował filozofię na Wydziale Filozoficzno-Społecznym Uniwersytetu Warszawskiego, uzyskując magisterium. Od 1949 do 1950 był wychowawcą w domu chłopców w Zakładzie dla Niewidomych w Laskach. W latach 1950–1953 po przyjęciu od razu na trzeci rok odbył studia w Wyższym Metropolitalnym Seminarium Duchownym w Warszawie. Święceń prezbiteratu udzielił mu 23 sierpnia 1953 w archikatedrze św. Jana Chrzciciela w Warszawie kardynał Stefan Wyszyński.
Studia kontynuował w latach 1955–1961 na Wydziale Filozofii Chrześcijańskiej Katolickiego Uniwersytetu Lubelskiego. Tamże w 1957 otrzymał magisterium z filozofii chrześcijańskiej, a w 1961 na podstawie dysertacji Próba ustalenia treści bytowej pojęcia przyczyny celowej w filozofii bytu doktorat z filozofii teoretycznej. W 1969 po przedłożeniu na Wydziale Filozofii Chrześcijańskiej Akademii Teologii Katolickiej w Warszawie rozprawy Spór o metafizykę. Główne poglądy na metafizykę w Polsce na przełomie XIX i XX wieku uzyskał habilitację. W latach 1969–1970 i 1975–1976 pogłębiał specjalizację na urlopach naukowych w Stanach Zjednoczonych. W 1981 otrzymał tytuł profesora nadzwyczajnego, a w 1990 tytuł profesora zwyczajnego nauk filozoficznych.

### Prezbiter
W latach 1953–1955 pracował jako wikariusz w parafia Matki Bożej Częstochowskiej w Piastowie. W latach 1956–1992 był rektorem kościoła św. Marcina w Warszawie i kapelanem tamtejszego klasztoru Sióstr Franciszkanek Służebniczek Krzyża. Od 1957 do 1992 pełnił funkcję asystenta kościelnego Klubu Inteligencji Katolickiej w Warszawie, a od 1958 do 1975 duszpasterza niewidomych w archidiecezji warszawskiej. W 1982 otrzymał godność kapelana honorowego Jego Świątobliwości.
W Episkopacie Polski został członkiem Komisji ds. Nauki (od 1975), sekretarzem Komisji ds. Dialogu z Niewierzącymi (od 1980) i członkiem Komisji ds. Apostolstwa Świeckich (od 1984). W 1984 objął funkcję krajowego duszpasterza Ruchu Odnowy w Duchu Świętym, a w 1991 wszedł w skład Międzynarodowej Rady Katolickiej Odnowy Charyzmatycznej. Działał ekumenicznie. W sierpniu 1980 dołączył do apelu 64 uczonych, pisarzy i publicystów do władz komunistycznych o podjęcie dialogu ze strajkującymi robotnikami. W latach 1981–1992 był wiceprzewodniczącym Prymasowskiego Komitetu Pomocy Osobom Pozbawionym Wolności, a w latach 1981–1984 zasiadał w Prymasowskiej Radzie Społecznej. W 1989 brał udział w obradach Okrągłego Stołu.

### Działalność naukowo-dydaktyczna
W latach 1962–1982 wykładał w Akademii Teologii Katolickiej w Warszawie. W Katedrze Historii Filozofii obejmował kolejno stanowiska: asystenta (1962), adiunkta (1963) i docenta (1970). Od 1970 do 1992 historię filozofii wykładał również w warszawskim seminarium duchownym. W latach 1982–1992 sprawował urząd dziekana Akademickiego Studium Teologii Katolickiej w Warszawie (od 1988 Papieskiego Wydziału Teologicznego).
Od 1965 był sekretarzem redakcji, zaś w latach 1971–1982 zastępcą redaktora półrocznika „Studia Philosophiae Christianae”.

### Biskup
25 marca 1992 papież Jan Paweł II mianował go biskupem diecezjalnym diecezji włocławskiej. 20 kwietnia 1992 otrzymał święcenia biskupie i odbył ingres do katedry Wniebowzięcia Najświętszej Maryi Panny we Włocławku. Udzielił mu ich Henryk Muszyński, arcybiskup metropolita gnieźnieński, z towarzyszeniem kardynała Józefa Glempa, arcybiskupa metropolity warszawskiego, i Bohdana Bejzego, biskupa pomocniczego łódzkiego. Jako zawołanie biskupie przyjął słowa „Caritas et Veritas” (Miłość i Prawda). W 1993 erygował trzy wikariaty duszpasterskie (włocławski, koniński i sieradzki), w 1994 zreorganizował struktury dekanalne, a ponadto utworzył 16 parafii. W 1994 zakończył trwający od 1986 II Synod Diecezji Włocławskiej. W 1993 reaktywował kapitułę sieradzką. Zatwierdził statut kurialnego wydziału duszpasterskiego, a także ustanowił diecezjalną radę duszpasterską oraz radę ruchów i stowarzyszeń katolickich. W 1996 zamknął proces informacyjny 108 męczenników II wojny światowej. Ustanowił sanktuarium Urodzin i Chrztu św. Faustyny i erygował Gimnazjum i Liceum Ogólnokształcące im. ks. Jana Długosza we Włocławku. W 1999 podejmował w Licheniu papieża Jana Pawła II. 25 marca 2003 Jan Paweł II przyjął jego rezygnację z obowiązków biskupa diecezjalnego diecezji włocławskiej.
W strukturach Episkopatu Polski został współprzewodniczącym Komisji Mieszanej ds. Dialogu Teologicznego między Kościołem Rzymskokatolickim i Kościołem Starokatolickim Mariawitów oraz przewodniczącym Komitetu ds. Dialogu z Niewierzącymi (w ramach Rady ds. Dialogu Religijnego). Pozostał na stanowisku krajowego duszpasterza Ruchu Odnowy w Duchu Świętym, a następnie objął funkcję delegata ds. Odnowy w Duchu Świętym. Został asystentem kościelnym Rady Ruchów Katolickich w Polsce, wszedł w skład Rady Naukowej, Rady ds. Ekumenizmu i Rady ds. Apostolstwa Świeckich. Ponadto w latach 1991–2001 należał do Międzynarodowej Rady Katolickiej Odnowy Charyzmatycznej.
W 2000 konsekrował biskupa pomocniczego włocławskiego Stanisława Gębickiego. Był współkonsekratorem podczas sakr biskupa pomocniczego kaliskiego Teofila Wilskiego (1995), biskupa pomocniczego warszawskiego Tadeusza Pikusa (1999) i biskupa diecezjalnego włocławskiego Wiesława Meringa (2003).
Zmarł 16 listopada 2019 w szpitalu we Włocławku, dokąd został przewieziony po wystąpieniu rozległego udaru. Po jego śmierci, w dniach 22–23 listopada 2019, wprowadzono we Włocławku żałobę. 23 listopada 2019 został pochowany w krypcie biskupów włocławskich katedry włocławskiej.

## Odznaczenia
Postanowieniem prezydenta RP Lecha Kaczyńskiego z 24 października 2006 został odznaczony Krzyżem Komandorskim z Gwiazdą Orderu Odrodzenia Polski.
W 1996 został odznaczony Krzyżem Armii Krajowej i Krzyżem Partyzanckim. Otrzymał również komandorię Missio Reconciliationis.